# Quella Vecchia Locanda
Quella Vecchia Locanda è stato un gruppo di rock progressivo italiano in attività tra il 1970 e 1974.

## Storia
Quella Vecchia Locanda è stato un gruppo musicale romano formatosi a Monteverde nei primi anni settanta, artefice di un rock progressivo a tratti sinfonico. I componenti  della band inizialmente sono Giorgio Giorgi alla voce e al flauto, Raimondo Cocco alla chitarra e al clarino, Patrick Traina alla batteria, Romualdo Coletta al basso, Donald Lax al violino, Massimo Roselli alle tastiere e Carlo Mariani al piano (che lascia poco dopo), tutti con preparazione musicale classica e grande amore per i compositori barocchi, in particolare Vivaldi, Bach e Brahms. Il nome fantasioso derivava dal fatto che agli inizi la band si riuniva per provare in una ex locanda abbandonata. Il primo periodo di attività del gruppo, che va dall'inizio del 1970 fino alla metà del 1972, è occupato da una intensa attività dal vivo riscuotendo un discreto successo.
Nel 1971 un loro pezzo viene selezionato per la compilation di rock progressivo intitolata Progressive Voyage. Intorno alla fine di quell'anno il gruppo registra un concerto al Voom Voom di Roma, che verrà pubblicato su CD dalla Mellow Records solo nel 1993. La consacrazione del gruppo avviene l'anno successivo con l'esibizione al Festival Pop di Villa Pamphili, dopo la quale la band viene ingaggiata dalla piccola etichetta Help!.
Nel 1972 viene pubblicato l'omonimo album d'esordio del gruppo. Il disco è un concept album dalla splendida copertina, che presenta una linea musicale melodica, con frequenti passaggi sinfonici a sottolineare le atmosfere sognanti e fiabesche dei testi a tema, e qualche passaggio più serrato in stile hard prog. Frequenti sono i fraseggi voce-piano di ispirazione vivaldiana. Particolarmente in evidenza sono il flauto, con chiari riferimenti allo stile dei Jethro Tull, e il violino elettrico suonato dal virtuoso Donald Lax. Incoraggiati dal buon successo dell'album, il gruppo continua l'attività dal vivo partecipando anche alla Controcanzonissima organizzata da Ciao 2001 e a due edizioni del Festival di Musica d'Avanguardia e di Nuove Tendenze. Nel 1973 partecipano al Festival Pop di Viterbo insieme ad altri artisti come Alan Sorrenti, Mauro Pelosi e molti altri. Nel frattempo va incontro ad un cambio di formazione, con l'uscita del funambolico Lax e del bassista Coletta, sostituiti da Filice al violino e Giorgi al basso, per giungere nel 1974 alla realizzazione del secondo ed ultimo LP, Il tempo della gioia pubblicato per la RCA Italiana. L'album ha un suono più ricercato del precedente, con un pianoforte particolarmente melodioso in evidenza, e con diverse concessioni allo stile prezioso. Il suono però è meno ispirato rispetto al precedente album, con l'eccezione dell'ottima title track, e il riscontro del pubblico e della critica sono inferiori.
Le difficoltà di ricavarsi uno spazio nel mercato, particolarmente affollato di prodotti musicali di uguale tenore, e il venir meno del sostegno della critica, porta il gruppo allo scioglimento.

## Formazioni
- Giorgio Giorgi - voce, flauto (1970-1974)
- Raimondo Maria Cocco - chitarra, clarinetto (1970-1974)
- Massimo Roselli - tastiere, voce (1970-1974)
- Romualdo Coletta - basso (1970-1972)
- Massimo Giorgi - basso (1974)
- Patrick Traina - batteria, percussioni (1970-1974)
- Donald Lax - violino (1970-1972)
- Claudio Filice - violino (1974)

## Discografia
Album in studio
- 1972 - Quella Vecchia Locanda
- 1974 - Il tempo della gioia

Live
- 1993 - Live

Singoli
- 1974 - Villa Doria Pamphili
- 1993 - Io Ti Amo